# Klimatizacijski uređaj
Klima uređaj je dizalica topline, odnosno toplinska pumpa za zrak. Služi kao sredstvo hlađenja ili grijanja prostorija.
Prilikom izbora klima uređaja, obraća se pozornost na veličinu. Svaki klima uređaj mora biti namijenjen za prostoriju u koju ga se namjerava postaviti. Kako bi se izračunao raspon snage, broj kvadratnih metara se podijeli s deset. Parametri koji čine razliku između veličine i snage klima uređaja su sljedeći:  položaj prostorije, toplinska izolacija kuće ili stana, električni uređaji u prostoriji, broj ljudi koji koriste klimatizirane uređaje, te kvaliteta površina izrađenih od stakla u prostoriji.

## Funkcije klima uređaja
Osnovne funkcije klima uređaja su filtracija zraka, te grijanje ili hlađenje. Dodatne funkcije ovise o vrsti klima uređaja. Pojedine klime imaju posebne filtere, koji čiste zrak od dima, prašine, peludi, osvježavaju prostorije i tako dalje. Neki klima uređaji imaju ugrađene ionizatore, koji imaju ulogu neutraliziranja električnog i magnetskog  zračenja, pročišćavanja zraka i tako dalje. Moderniji klima uređaji sadrže ugrađen sustav za brzo hlađenje ili grijanje, senzor pokreta, vremensko programiranje i tih način rada.

## Podjela klima uređaja prema namijeni
Klima uređaji prema svojoj namijeni dijele se prema tipu i broju unutarnjih jedinica. U ovoj kategoriji klima uređaji dijele se na: *uređaje za komercijalnu uporabu (za rad u trgovinama, uredima, kafićima i drugo) 
- uređaje za kućnu uporabu (u kućama ili stanovima)

Prema tipu unutarnje jedinice klima uređaji dijele se na: 
- kanalni
- zidni
- stropni (parapetni)
- kazetni klima uređaj

Prema broju unutarnjih jedinica klima uređaji mogu se podijeliti na: 
- single sustave (jedna vanjska i jedna unutarnja jedinica)
- multi sustave u koje spadaju duali (sastoje se od jedne vanjske i dvije unutarnje jedinice),  triali (jedna vanjska i tri unutarnje jedinice), te kvadrali (jedna vanjska i četiri unutarnje jedinice).

## Vrste klima uređaja
Osnovni tipovi klima uređaja jesu: 
- split sistem
- mobilni sistem

Split sistem je najčešći tip klima uređaja, a dijeli se na multi split sistem i na mono (single) split sistem. Ovaj sistem sastoji se od dva dijela, od unutarnje i vanjske jedinice. Unutarnju jedinicu čini isparivač, filter, tangencijalni ventilator i kućište, spremnik radne tvari, aksijalni ventilator, kućište, termoekspanzijski ventil, kondenzator i kompresor. Te dvije jedinice povezuje radna tvar freon, koja se nalazi u bakrena izolirana cijevima. Svrha vanjske jedinice je izbacivanje topline, te se ona montira na vanjskom zidu, dok se unutarnja vješa na zid unutar prostorije. Klima uređaj može se koristiti za grijanje i hlađenje. Split klima uređaj regulira vlagu, temperaturu, čistoću, sastav, brzinu strujanja zraka i buku. Postoje dva tipa split sistema: multi split i mono split (single)sistem.
Ostale vrste split sistema su multi split sistem i mono (single) split sistem.
Multi split sistem – ovaj sistem je idealan za hlađenje više prostorija odjednom, te je najbolji izbor prilikom adaptacija, renoviranja, gradnje, i tako dalje. Osnovni dijelovi ovog sistema jesu: jedna vanjska i dvije ili više unutarnjih jedinica.
Mono (single) split sistem je najpopularniji sustav klima uređaja u današnje vrijeme. Postoje dvije vrste ovog sustava: kada kompresor stalno radi, te se može uključiti ili isključiti tijekom rada (fix speed sistem) i druga vrsta koja ima promjenjiv rad kompresora.
Mobilni klima uređaji su najpraktičniji, jer ne zahtijevaju montažu, te se mogu nesmetano seliti ili ukloniti ako više nisu potrebni. Ovi uređaji imaju učinak hlađenja od 2,5 kW, te mogu rashladiti 20 m kvadratnih prostora, što ih čini manje energetski učinkovitima.

## Montaža i održavanje klima uređaja
Klima uređaj je potrebno redovito održavati, što podrazumijeva čišćenje filtera, same klime, te redovno provoditi servis. Bitni faktori prilikom montiranja klima uređaja jesu: postavljanje klima uređaja u kut prostorije gdje će strujanje zraka biti najveće, treba voditi računa da razlika između unutarnje i vanjske temperature ne smije biti prevelika  (7 stupnjeva celzijusa).

## Potrošnja
Klime mogu imati visoku i nisku energetsku učinkovitost. Visoku energetsku učinkovitost imaju inverter klime, koje mogu uštedjeti 40% potrošnje struje, s obzirom na to da imaju promjenjiv rad kompresora. Ova vrsta klima uređaja manje opterećuje električne instalacije, od onih s manjom energetskom učinkovitošću. Svaki model klime ima različitu energetsku učinkovitost.